# Douzième lycée de Belgrade
Le Douzième lycée (en serbe cyrillique : Дванаеста гимназија ; en serbe latin : Dvanaesta gimnazija) est un établissement scolaire situé à Belgrade, la capitale de la Serbie, dans la municipalité urbaine de Voždovac. Il a été créé en 1963.